# Acanthopsyche mixta
Acanthopsyche mixta is een vlinder van de familie van de zakjesdragers (Psychidae). De wetenschappelijke naam van deze soort is voor het eerst voorgesteld door Jean Bourgogne in een publicatie uit 1962.
De soort komt voor in Nigeria, Congo-Kinshasa, Angola en Zambia.